# Various Positions
Various Positions — седьмой студийный альбом Леонарда Коэна изданный в 1984 году в Канаде и в 1985 — в США.

## Об альбоме
В 1975 году Коэн отказался от проекта Songs for Rebecca и объединил свои усилия с продюсером Джоном Лиссауером. Начиная с Various Positions Леонарда всё больше стало интересовать современное звучание, он начинает применять синтезаторы и женский бэк-вокал для создания гармонии на своём альбоме. Когда запись была завершена, музыкант отказался выпускать альбом в Соединённых Штатах под маркой Columbia Records. Президент компании Уолтер Йетникофф пригласил его в свой офис в Нью-Йорке и сказал: «Смотри, Леонард; мы знаем, что ты велик, но мы ничего не знаем, если от тебя не будет пользы». В Штатах альбом вышел через несколько месяцев при помощи независимой компании Passport Records. Особую популярность получили две песни: «Dance Me to the End of Love», типичная коэновская вещь и «Hallelujah», ставшая причиной создания бессчётного числа каверов, которые, впрочем, не сравнятся с оригиналом.

## Список композиций
Первая сторона:
| №  | Название                    | Продолжительность |
| -- | --------------------------- | ----------------- |
| 1. | Dance Me to the End of Love | 4:38              |
| 2. | Coming Back to You          | 3:32              |
| 3. | The Law                     | 4:27              |
| 4. | Night Comes On              | 4:40              |

Вторая сторона:
| №  | Название                | Продолжительность |
| -- | ----------------------- | ----------------- |
| 1. | Hallelujah              | 4:36              |
| 2. | The Captain             | 4:06              |
| 3. | Hunter’s Lullaby        | 2:24              |
| 4. | Heart With No Companion | 3:04              |
| 5. | If It Be Your Will      | 3:43              |